# Bahrain i olympiska sommarspelen 2020
Bahrain deltog med en trupp på 32 idrottare vid de olympiska sommarspelen 2020 i Tokyo som hölls mellan den 23 juli och 8 augusti 2021 efter att ha blivit framflyttad ett år på grund av coronaviruspandemin. Det var 10:e raka sommar-OS som Bahrain deltog vid. Totalt vann de en silvermedalj.

## Medaljer
| Medalj | Namn               | Sport     | Gren                  | Datum     |
| ------ | ------------------ | --------- | --------------------- | --------- |
| Silver | Kalkidan Gezahegne | Friidrott | Damernas 10 000 meter | 7 augusti |

## Boxning
| Idrottare     | Gren                    | Åttondelsfinal         | Kvartsfinal          | Semifinal            | Final                | Final            |
| Idrottare     | Gren                    | Motståndare Resultat   | Motståndare Resultat | Motståndare Resultat | Motståndare Resultat | Placering        |
| ------------- | ----------------------- | ---------------------- | -------------------- | -------------------- | -------------------- | ---------------- |
| Danis Latypov | Herrarnas supertungvikt | Abdullayev (AZE) L 1–3 | Gick inte vidare     | Gick inte vidare     | Gick inte vidare     | Gick inte vidare |

## Friidrott
Förkortningar
- Notera– Placeringar avser endast det specifika heatet.
- Q = Tog sig vidare till nästa omgång
- q = Tog sig vidare till nästa omgång som den snabbaste förloraren eller, i teknikgrenarna, genom placering utan att nå kvalgränsen
- i.u. = Omgången fanns inte i grenen
- Bye = Idrottaren behövde inte tävla i omgången

Gång- och löpgrenar
Herrar
| Idrottare            | Gren           | Heat     | Heat      | Semifinal        | Semifinal        | Final            | Final            |
| Idrottare            | Gren           | Tid      | Placering | Tid              | Placering        | Tid              | Placering        |
| -------------------- | -------------- | -------- | --------- | ---------------- | ---------------- | ---------------- | ---------------- |
| Sadik Mikhou         | 1 500 m        | 3.42,87  | 8         | Gick inte vidare | Gick inte vidare | Gick inte vidare | Gick inte vidare |
| Birhanu Balew        | 5000 m         | 13.39,42 | 5 Q       | —                | —                | 13.03,20         | 6                |
| Dawit Fikadu         | 5000 m         | 13.44,03 | 14 qR     | —                | —                | 13.20,24 0SB0    | 15               |
| John Kibet Koech     | 3 000 m hinder | 0DNF0    | 0DNF0     | —                | —                | Gick inte vidare | Gick inte vidare |
| Alemu Bekele         | Maraton        | —        | —         | —                | —                | 0DNF0            | 0DNF0            |
| Shumi Dechasa        | Maraton        | —        | —         | —                | —                | 0DNF0            | 0DNF0            |
| El-Hassan El-Abbassi | Maraton        | —        | —         | —                | —                | 2:15.56          | 25               |

Damer
| Idrottare          | Gren          | Heat       | Heat      | Semifinal        | Semifinal        | Final            | Final            |
| Idrottare          | Gren          | Tid        | Placering | Tid              | Placering        | Tid              | Placering        |
| ------------------ | ------------- | ---------- | --------- | ---------------- | ---------------- | ---------------- | ---------------- |
| Kalkidan Gezahegne | 10 000 m      | —          | —         | —                | —                | 29.56,18         | 2                |
| Aminat Yusuf Jamal | 400 m häck    | 55,90 0SB0 | 7         | Gick inte vidare | Gick inte vidare | Gick inte vidare | Gick inte vidare |
| Winfred Yavi       | 3000 m hinder | 9.10,80    | 1 Q       | —                | —                | 9.19,74          | 10               |
| Eunice Chumba      | Maraton       | —          | —         | —                | —                | 2:29.36          | 7                |
| Tejitu Daba        | Maraton       | —          | —         | —                | —                | 0DNF0            | 0DNF0            |

Teknikgrenar
| Idrottare           | Gren                  | Kval    | Kval      | Final            | Final            |
| Idrottare           | Gren                  | Distans | Placering | Distans          | Placering        |
| ------------------- | --------------------- | ------- | --------- | ---------------- | ---------------- |
| Abdelrahman Mahmoud | Herrarnas kulstötning | 20,14   | 22        | Gick inte vidare | Gick inte vidare |

## Handboll
Sammanfattning
| Lag                   | Gren                | Gruppspel            | Gruppspel            | Gruppspel            | Gruppspel            | Gruppspel            | Gruppspel | Kvartsfinal          | Semifinal            | Final / BM           | Final / BM       |
| Lag                   | Gren                | Motståndare Resultat | Motståndare Resultat | Motståndare Resultat | Motståndare Resultat | Motståndare Resultat | Placering | Motståndare Resultat | Motståndare Resultat | Motståndare Resultat | Placering        |
| --------------------- | ------------------- | -------------------- | -------------------- | -------------------- | -------------------- | -------------------- | --------- | -------------------- | -------------------- | -------------------- | ---------------- |
| Bahrains herrlandslag | Herrarnas turnering | Sverige · L 31–32    | Portugal · L 25–26   | Danmark · L 21–31    | Japan · W 32–30      | Egypten · L 20–30    | 4         | Frankrike · L 28–42  | Gick inte vidare     | Gick inte vidare     | Gick inte vidare |

### Herrarnas turnering
Spelartrupp
27 juli ersattes Komail Mahfoodh av Bilal Basham Askani.
| \| \| Pos. \| Namn \| Ålder \| \| Klubb \| \| -- \| ---- \| ------------------------- \| ------------------ \| \| ----------- \| \| 1 \| MV \| Husain Mahfoodh (BHR) \| 20 år (2000-06-29) \| \| Al-Ahli \| \| 3 \| M6 \| Ali Abdulla Eid (BHR) \| 30 år (1991-01-18) \| \| Al-Najma \| \| 8 \| H9 \| Hassan Mirza (BHR) \| 23 år (1998-06-18) \| \| Al-Tadhamun \| \| 9 \| V6 \| Hasan Al-Samahiji (BHR) \| 30 år (1991-02-22) \| \| Al-Ahli \| \| 15 \| H9 \| Mohamed Abdulredha (BHR) \| 31 år (1989-09-27) \| \| Al-Ahli \| \| 18 \| H6 \| Ahmed Jalal (BHR) \| 23 år (1998-01-31) \| \| Al-Shabab \| \| 19 \| M6 \| Mohamed Merza (BHR) \| 34 år (1987-04-17) \| \| Al-Najma \| \| 21 \| MV \| Mohamed Abdulhusain (BHR) \| 31 år (1989-08-12) \| \| Al-Najma \| \| 27 \| H6 \| Bilal Basham Askani (BHR) \| 30 år (1991-04-07) \| \| Al-Najma \| \| 50 \| M9 \| Ahmed Al-Maqabi (BHR) \| 26 år (1994-10-26) \| \| Qadsia \| \| 66 \| H9 \| Komail Mahfoodh (BHR) \| 29 år (1992-04-28) \| \| Al-Najma \| \| 77 \| V9 \| Ali Merza (BHR) \| 33 år (1988-07-07) \| \| Al-Najma \| \| 89 \| V6 \| Mahdi Saad (BHR) \| 32 år (1989-03-15) \| \| Al-Najma \| \| 93 \| H9 \| Mohamed Habib (BHR) \| 28 år (1993-07-20) \| \| Mudhar \| \| 95 \| M9 \| Mohamed Mohamed (BHR) \| 20 år (2001-02-07) \| \| Al-Najma \| \| 99 \| M9 \| Husain Al-Sayyad (BHR) \| 33 år (1988-01-14) \| \| Al-Najma \| | Förbundskapten: Aron Kristjánsson                                                                                 |                           |                    |              |             |       |
| \| \| Pos. \| Namn \| Ålder \| \| Klubb \| \| -- \| ---- \| ------------------------- \| ------------------ \| \| ----------- \| \| 1 \| MV \| Husain Mahfoodh (BHR) \| 20 år (2000-06-29) \| \| Al-Ahli \| \| 3 \| M6 \| Ali Abdulla Eid (BHR) \| 30 år (1991-01-18) \| \| Al-Najma \| \| 8 \| H9 \| Hassan Mirza (BHR) \| 23 år (1998-06-18) \| \| Al-Tadhamun \| \| 9 \| V6 \| Hasan Al-Samahiji (BHR) \| 30 år (1991-02-22) \| \| Al-Ahli \| \| 15 \| H9 \| Mohamed Abdulredha (BHR) \| 31 år (1989-09-27) \| \| Al-Ahli \| \| 18 \| H6 \| Ahmed Jalal (BHR) \| 23 år (1998-01-31) \| \| Al-Shabab \| \| 19 \| M6 \| Mohamed Merza (BHR) \| 34 år (1987-04-17) \| \| Al-Najma \| \| 21 \| MV \| Mohamed Abdulhusain (BHR) \| 31 år (1989-08-12) \| \| Al-Najma \| \| 27 \| H6 \| Bilal Basham Askani (BHR) \| 30 år (1991-04-07) \| \| Al-Najma \| \| 50 \| M9 \| Ahmed Al-Maqabi (BHR) \| 26 år (1994-10-26) \| \| Qadsia \| \| 66 \| H9 \| Komail Mahfoodh (BHR) \| 29 år (1992-04-28) \| \| Al-Najma \| \| 77 \| V9 \| Ali Merza (BHR) \| 33 år (1988-07-07) \| \| Al-Najma \| \| 89 \| V6 \| Mahdi Saad (BHR) \| 32 år (1989-03-15) \| \| Al-Najma \| \| 93 \| H9 \| Mohamed Habib (BHR) \| 28 år (1993-07-20) \| \| Mudhar \| \| 95 \| M9 \| Mohamed Mohamed (BHR) \| 20 år (2001-02-07) \| \| Al-Najma \| \| 99 \| M9 \| Husain Al-Sayyad (BHR) \| 33 år (1988-01-14) \| \| Al-Najma \| | Positioner: MV - Målvakt V6 - Vänstersexa V9 - Vänsternia M6 - Mittsexa M9 - Mittnia H6 - Högersexa H9 - Högernia |                           |                    |              |             |       |
| \| \| Pos. \| Namn \| Ålder \| \| Klubb \| \| -- \| ---- \| ------------------------- \| ------------------ \| \| ----------- \| \| 1 \| MV \| Husain Mahfoodh (BHR) \| 20 år (2000-06-29) \| \| Al-Ahli \| \| 3 \| M6 \| Ali Abdulla Eid (BHR) \| 30 år (1991-01-18) \| \| Al-Najma \| \| 8 \| H9 \| Hassan Mirza (BHR) \| 23 år (1998-06-18) \| \| Al-Tadhamun \| \| 9 \| V6 \| Hasan Al-Samahiji (BHR) \| 30 år (1991-02-22) \| \| Al-Ahli \| \| 15 \| H9 \| Mohamed Abdulredha (BHR) \| 31 år (1989-09-27) \| \| Al-Ahli \| \| 18 \| H6 \| Ahmed Jalal (BHR) \| 23 år (1998-01-31) \| \| Al-Shabab \| \| 19 \| M6 \| Mohamed Merza (BHR) \| 34 år (1987-04-17) \| \| Al-Najma \| \| 21 \| MV \| Mohamed Abdulhusain (BHR) \| 31 år (1989-08-12) \| \| Al-Najma \| \| 27 \| H6 \| Bilal Basham Askani (BHR) \| 30 år (1991-04-07) \| \| Al-Najma \| \| 50 \| M9 \| Ahmed Al-Maqabi (BHR) \| 26 år (1994-10-26) \| \| Qadsia \| \| 66 \| H9 \| Komail Mahfoodh (BHR) \| 29 år (1992-04-28) \| \| Al-Najma \| \| 77 \| V9 \| Ali Merza (BHR) \| 33 år (1988-07-07) \| \| Al-Najma \| \| 89 \| V6 \| Mahdi Saad (BHR) \| 32 år (1989-03-15) \| \| Al-Najma \| \| 93 \| H9 \| Mohamed Habib (BHR) \| 28 år (1993-07-20) \| \| Mudhar \| \| 95 \| M9 \| Mohamed Mohamed (BHR) \| 20 år (2001-02-07) \| \| Al-Najma \| \| 99 \| M9 \| Husain Al-Sayyad (BHR) \| 33 år (1988-01-14) \| \| Al-Najma \| | | Pos.                      | Namn               | Ålder        |             | Klubb |
| 1 | MV | Husain Mahfoodh (BHR)     | 20 år (2000-06-29) | Bahrain      | Al-Ahli     |       |
| 3 | M6 | Ali Abdulla Eid (BHR)     | 30 år (1991-01-18) | Bahrain      | Al-Najma    |       |
| 8 | H9 | Hassan Mirza (BHR)        | 23 år (1998-06-18) | Bahrain      | Al-Tadhamun |       |
| 9 | V6 | Hasan Al-Samahiji (BHR)   | 30 år (1991-02-22) | Bahrain      | Al-Ahli     |       |
| 15 | H9 | Mohamed Abdulredha (BHR)  | 31 år (1989-09-27) | Bahrain      | Al-Ahli     |       |
| 18 | H6 | Ahmed Jalal (BHR)         | 23 år (1998-01-31) | Bahrain      | Al-Shabab   |       |
| 19 | M6 | Mohamed Merza (BHR)       | 34 år (1987-04-17) | Bahrain      | Al-Najma    |       |
| 21 | MV | Mohamed Abdulhusain (BHR) | 31 år (1989-08-12) | Bahrain      | Al-Najma    |       |
| 27 | H6 | Bilal Basham Askani (BHR) | 30 år (1991-04-07) | Bahrain      | Al-Najma    |       |
| 50 | M9 | Ahmed Al-Maqabi (BHR)     | 26 år (1994-10-26) | Kuwait       | Qadsia      |       |
| 66 | H9 | Komail Mahfoodh (BHR)     | 29 år (1992-04-28) | Bahrain      | Al-Najma    |       |
| 77 | V9 | Ali Merza (BHR)           | 33 år (1988-07-07) | Bahrain      | Al-Najma    |       |
| 89 | V6 | Mahdi Saad (BHR)          | 32 år (1989-03-15) | Bahrain      | Al-Najma    |       |
| 93 | H9 | Mohamed Habib (BHR)       | 28 år (1993-07-20) | Saudiarabien | Mudhar      |       |
| 95 | M9 | Mohamed Mohamed (BHR)     | 20 år (2001-02-07) | Bahrain      | Al-Najma    |       |
| 99 | M9 | Husain Al-Sayyad (BHR)    | 33 år (1988-01-14) | Bahrain      | Al-Najma    |       |

Gruppspel
| Lag      | S | V | O | F | GM  | IM  | MS  | P |
| -------- | - | - | - | - | --- | --- | --- | - |
| Danmark  | 5 | 4 | 0 | 1 | 174 | 139 | +35 | 8 |
| Egypten  | 5 | 4 | 0 | 1 | 154 | 134 | +20 | 8 |
| Sverige  | 5 | 4 | 0 | 1 | 144 | 142 | +2  | 8 |
| Bahrain  | 5 | 1 | 0 | 4 | 129 | 149 | −20 | 2 |
| Portugal | 5 | 1 | 0 | 4 | 143 | 156 | −13 | 2 |
| Japan    | 5 | 1 | 0 | 4 | 146 | 170 | −24 | 2 |

|       | 24 juli 2021 | Sverige  | 32 – 31           | Bahrain | Yoyogi National Gymnasium, Tokyo |                              |
| 14:15 | 14:15        | Wanne 13 | (16 – 18) Rapport | Habib 6 | Domare: Brunner, Salah (SUI)     | Domare: Brunner, Salah (SUI) |
| 14:15 | 14:15        |          |                   |         | Domare: Brunner, Salah (SUI)     | Domare: Brunner, Salah (SUI) |
| 14:15 | 14:15        |          |                   |         | Domare: Brunner, Salah (SUI)     | Domare: Brunner, Salah (SUI) |

|       | 26 juli 2021 | Bahrain | 25 – 26           | Portugal  | Yoyogi National Gymnasium, Tokyo |                                |
| 19:30 | 19:30        | Habib 8 | (15 – 14) Rapport | Portela 6 | Domare: Schulze, Tönnies (GER)   | Domare: Schulze, Tönnies (GER) |
| 19:30 | 19:30        |         |                   |           | Domare: Schulze, Tönnies (GER)   | Domare: Schulze, Tönnies (GER) |
| 19:30 | 19:30        |         |                   |           | Domare: Schulze, Tönnies (GER)   | Domare: Schulze, Tönnies (GER) |

|       | 28 juli 2021 | Danmark     | 31 – 21          | Bahrain        | Yoyogi National Gymnasium, Tokyo |                                |
| 09:00 | 09:00        | J. Hansen 6 | (12 – 7) Rapport | fyra spelare 3 | Domare: Horáček, Novotný (CZE)   | Domare: Horáček, Novotný (CZE) |
| 09:00 | 09:00        |             |                  |                | Domare: Horáček, Novotný (CZE)   | Domare: Horáček, Novotný (CZE) |
| 09:00 | 09:00        |             |                  |                | Domare: Horáček, Novotný (CZE)   | Domare: Horáček, Novotný (CZE) |

|       | 30 juli 2021 | Bahrain            | 32 – 30           | Japan    | Yoyogi National Gymnasium, Tokyo |                              |
| 11:00 | 11:00        | Al-Sayyad, Habib 7 | (17 – 16) Rapport | Motoki 7 | Domare: Raluy, Sabroso (ESP)     | Domare: Raluy, Sabroso (ESP) |
| 11:00 | 11:00        |                    |                   |          | Domare: Raluy, Sabroso (ESP)     | Domare: Raluy, Sabroso (ESP) |
| 11:00 | 11:00        |                    |                   |          | Domare: Raluy, Sabroso (ESP)     | Domare: Raluy, Sabroso (ESP) |

|       | 1 augusti 2021 | Egypten    | 30 – 20          | Bahrain | Yoyogi National Gymnasium, Tokyo |                              |
| 11:00 | 11:00          | El-Ahmar 5 | (15 – 7) Rapport | Habib 4 | Domare: Raluy, Sabroso (ESP)     | Domare: Raluy, Sabroso (ESP) |
| 11:00 | 11:00          |            |                  |         | Domare: Raluy, Sabroso (ESP)     | Domare: Raluy, Sabroso (ESP) |
| 11:00 | 11:00          |            |                  |         | Domare: Raluy, Sabroso (ESP)     | Domare: Raluy, Sabroso (ESP) |

Utslagsspel
|  | Kvartsfinal | Kvartsfinal | Kvartsfinal |    |          | Semifinal | Semifinal | Semifinal |            |            | Final      | Final   | Final |
|  |             |             |             |    |          |           |           |           |            |            |            |         |       |
|  | A1          | Frankrike   | 42          |    |          |           |           |           |            |            |            |         |       |
|  |             |             | 42          |    |          |           |           |           |            |            |            |         |       |
|  | B4          | Bahrain     | 28          |    |          |           |           |           |            |            |            |         |       |
|  | B4          | Bahrain     | 28          |    | A1       | Frankrike | 27        |           |            |            |            |         |       |
|  |             |             |             |    | A1       | Frankrike | 27        |           |            |            |            |         |       |
|  |             | B2          | Egypten     | 23 |          |           |           |           |            |            |            |         |       |
|  | A3          | B2          | Egypten     | 23 | Tyskland | 26        |           |           |            |            |            |         |       |
|  | A3          |             |             |    | Tyskland | 26        |           |           |            |            |            |         |       |
|  | B2          | Egypten     | 31          |    |          |           |           |           |            |            |            |         |       |
|  |             |             |             |    |          |           |           |           |            | A1         | Frankrike  | 25      |       |
|  |             |             |             |    |          |           |           |           |            | B1         | Danmark    | 23      |       |
|  | B3          | Sverige     | 33          |    |          |           |           |           |            |            |            |         |       |
|  | B3          | Sverige     | 33          |    |          |           |           |           |            |            |            |         |       |
|  | A2          | Spanien     | 34          |    |          |           |           |           |            |            |            |         |       |
|  | A2          | Spanien     | 34          |    | A2       | Spanien   | 23        |           | Bronsmatch | Bronsmatch | Bronsmatch |         |       |
|  |             |             |             |    | A2       | Spanien   | 23        |           | Bronsmatch | Bronsmatch | Bronsmatch |         |       |
|  |             | B1          | Danmark     | 27 |          |           |           |           |            |            |            |         |       |
|  | B1          | B1          | Danmark     | 27 | Danmark  | 31        |           | B2        | Egypten    | 31         |            |         |       |
|  | B1          |             |             |    | Danmark  | 31        |           | B2        | Egypten    | 31         |            |         |       |
|  | A4          | Norge       | 25          |    |          |           |           |           |            |            | A2         | Spanien | 33    |
|  |             |             |             |    |          |           |           |           |            |            |            |         |       |

Kvartsfinal
|      | 3 augusti 2021 | Frankrike | 42 – 28           | Bahrain     | Yoyogi National Gymnasium, Tokyo |                        |
| 9:30 | 9:30           | Mahé 9    | (21 – 14) Rapport | Al-Sayyad 5 | Domare: Lah, Sok (SLO)           | Domare: Lah, Sok (SLO) |
| 9:30 | 9:30           |           |                   |             | Domare: Lah, Sok (SLO)           | Domare: Lah, Sok (SLO) |
| 9:30 | 9:30           |           |                   |             | Domare: Lah, Sok (SLO)           | Domare: Lah, Sok (SLO) |

## Simning
| Idrottare           | Gren                      | Heat  | Heat      | Semifinal        | Semifinal        | Final            | Final            |
| Idrottare           | Gren                      | Tid   | Placering | Tid              | Placering        | Tid              | Placering        |
| ------------------- | ------------------------- | ----- | --------- | ---------------- | ---------------- | ---------------- | ---------------- |
| Abdulla Ahmed       | Herrarnas 100 m fjärilsim | 0DSQ0 | 0DSQ0     | Gick inte vidare | Gick inte vidare | Gick inte vidare | Gick inte vidare |
| Noor Yussuf Abdulla | Damernas 50 m frisim      | 28,87 | 60        | Gick inte vidare | Gick inte vidare | Gick inte vidare | Gick inte vidare |

## Skytte
| Idrottare      | Gren           | Kval  | Kval      | Final            | Final            |
| Idrottare      | Gren           | Poäng | Placering | Poäng            | Placering        |
| -------------- | -------------- | ----- | --------- | ---------------- | ---------------- |
| Maryam Hassani | Damernas skeet | 112   | 24        | Gick inte vidare | Gick inte vidare |